# David Granger
David Granger (Georgetown, Guyana Británica; 15 de julio de 1945) es un militar retirado y político guyanés. Fue presidente de Guyana desde 2015 hasta 2020. Se desempeñó durante un tiempo como comandante de la Fuerza de Defensa de Guyana y posteriormente como asesor de Seguridad Nacional de 1990 a 1992. Fue jefe de la oposición en la Asamblea Nacional de Guyana entre 2012 y 2015.
Granger se presentó como candidato presidencial de la coalición de la oposición en las elecciones generales de noviembre de 2011, pero fue derrotado. Fue elegido presidente en las elecciones generales de mayo de 2015. Después de un largo conteo de votos y revisiones que duró seis meses, terminó siendo derrotado por Irfaan Ali en las elecciones generales de 2020.

## Carrera
Nacido en Georgetown, David Granger asistió a la prestigiosa escuela de élite Queen's College en Guyana como los expresidentes, Forbes Burnham, Cheddi Jagan, Samuel Hynds, Hamilton Green o eruditos como Walter Rodney y Rupert Roopnaraine. Después de salir de esa institución, donde fue miembro del Colegio del Cuerpo de Cadetes de la Reina, el brigadier Granger se unió a la GDF como cadete en 1965, y fue comisionado como segundo teniente en 1966. Recibió su formación profesional militar en el Army Command and Staff College en Nigeria; el Centro de Instrucción de guerra de la selva en Brasil; y la Escuela de Infantería y de la Escuela de Cadetes Oficial Mons, respectivamente, en el Reino Unido.
Se formó en Gran Bretaña, a continuación, Brasil, luego de Nigeria, y con el tiempo se convirtió en comandante de la Fuerza de Defensa de Guyana en 1979; fue ascendido al rango de general de brigada. Granger fue nombrado Consejero de Seguridad Nacional del Presidente en 1990 y se retiró del servicio militar en 1992.